# Davis Hills
Le Davis Hills, (in lingua inglese: Colline Davis), sono un piccolo gruppo di colline antartiche situate sul fianco sud del Ghiacciaio Klein dove quest'ultimo va a confluire nel Ghiacciaio Scott, nei Monti della Regina Maud, in Antartide.

## Storia
Le colline sono state mappate dall'United States Geological Survey (USGS) sulla base di rilevazioni e foto aeree scattate dalla U.S. Navy nel periodo 1960-64.
La denominazione è stata assegnata dall'Advisory Committee on Antarctic Names (US-ACAN) in onore di Parker Davis, un fotografo della squadriglia VX-6 della U.S. Navy durante l'Operazione Deep Freeze nel 1966 e 1967.